# Ernest Rutherford

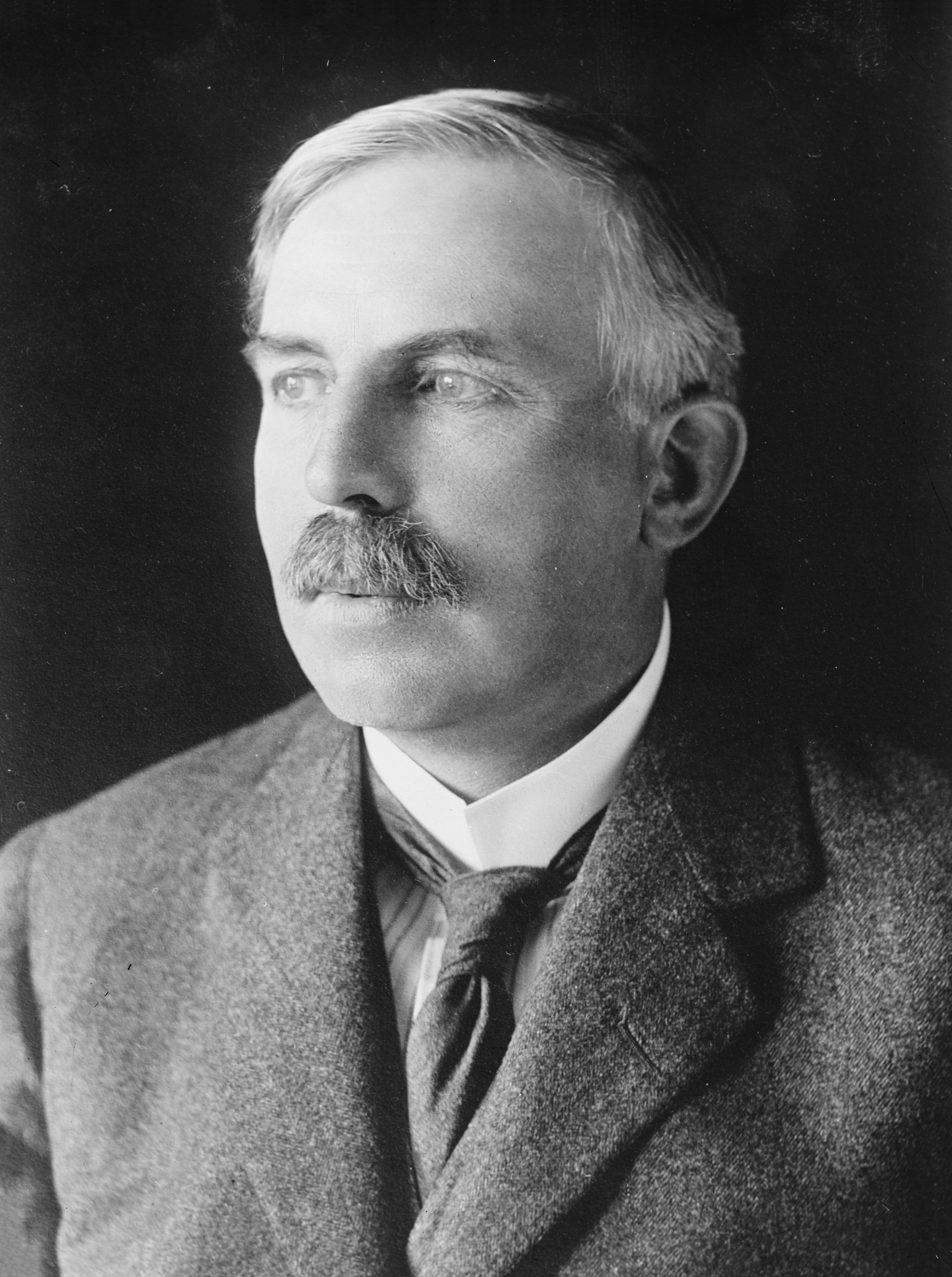
Ernest Rutherford

Ernest Rutherford, 1. Baron Rutherford of Nelson (* 30. August 1871 in Spring Grove bei Nelson, Neuseeland; † 19. Oktober 1937 in Cambridge, Vereinigtes Königreich), war ein neuseeländischer Physiker. Rutherford gilt als einer der bedeutendsten Experimentalphysiker.
1897 erkannte Rutherford, dass die ionisierende Strahlung von Uran aus mehreren Teilchenarten besteht. 1902 stellte er die Hypothese auf, dass chemische Elemente durch radioaktiven Zerfall in Elemente mit niedrigerer Ordnungszahl übergehen. Er unterschied 1903 die Radioaktivität in Alphastrahlung, Betastrahlung und Gammastrahlung nach ihrem zunehmenden Durchdringungsvermögen und führte den Begriff der Halbwertszeit ein. Diese Arbeit wurde 1908 mit dem Nobelpreis für Chemie ausgezeichnet.
Sein bekanntester Beitrag zur Atomphysik ist das Rutherfordsche Atommodell, das er 1911 aus seinen Streuversuchen von Alphateilchen an Goldfolie ableitete. Rutherford erweiterte das Atommodell von Thomson, der von einer gleichmäßigen Masseverteilung ausgegangen war.
Rutherford wies erstmals 1919 experimentell nach, dass durch Bestrahlung mit Alphateilchen ein Atomkern (anhand von Stickstoff) in einen anderen (in seinem Falle in das nächstschwerere Element Sauerstoff) umgewandelt werden kann. Bei diesen Experimenten entdeckte er das Proton. Unter seiner Anleitung „zertrümmerten“ John Cockcroft und Ernest Walton mit künstlich beschleunigten Teilchen einen Atomkern; mit Protonen beschossenes Lithium wandelte sich um in zwei Alphateilchen, also Helium-Kerne. Einem weiteren Wissenschaftler in Cambridge, James Chadwick, gelang es 1932, das Neutron experimentell nachzuweisen, welches Rutherford bereits Jahre vorher theoretisch postuliert hatte.

## Leben und Wirken

### Herkunft und Ausbildung
Ernest Rutherford war das vierte von zwölf Kindern von James Rutherford (1838–1928) und dessen Frau Martha Thompson (um 1843–1935). Seine Eltern waren im Kindesalter nach Neuseeland immigriert. Von Spring Grove zog die Familie 1876 nach Foxhill. Dort besuchte Rutherford ab März 1877 die von Henry Ladley geleitete Primary School. 1883 zog die Familie weiter nach Havelock, wo der Vater am Ruakaka River eine von ihm errichtete Flachsmühle betrieb. Aus wirtschaftlichen Gründen musste die Familie fünf Jahre später noch einmal umziehen, diesmal nach Pungarehu auf der neuseeländischen Nordinsel. Unterstützt durch ein Stipendium des Marlborough Education Boards besuchte Rutherford von 1887 bis 1889 das Nelson College. Dort spielte er unter anderem in der Rugby-Mannschaft und war 1889 Schulsprecher. Sein Interesse für Mathematik und Naturwissenschaften wurde durch seinen Lehrer William Still Littlejohn (1859–1933) gefördert.
Ab Februar 1890 studierte Rutherford am Canterbury College in Christchurch. Dort förderte der Professor für Mathematik und Naturphilosophie Charles Henry Herbert Cook (1843–1910) Rutherfords mathematische Begabung, während der Professor für Chemie Alexander William Bickerton (1842–1929), der ebenfalls Physik unterrichtete, Rutherfords Interesse für die Physik weckte. 1892 bestand Rutherford die Prüfungen für den Bachelor of Arts, 1893 erwarb er den Grad eines Master of Arts und ein Jahr später den Abschluss als Bachelor of Science. Rutherfords erste Forschungsarbeiten beschäftigten sich mit dem Einfluss von hochfrequenten Hertzschen Wellen auf die magnetischen Eigenschaften von Eisen und wurden in den Transactions of the New Zealand Institute veröffentlicht.
Während dieser Zeit wohnte Rutherford im Haus der verwitweten Mary Kate De Renzy Newton, einer Sekretärin der Women’s Christian Temperance Union New Zealand. Dort lernte er ihre Tochter kennen, seine spätere Frau Mary „May“ Georgina Newton (1876–1945).
Rutherford bewarb sich 1894 um den neuseeländischen Platz für ein „1851 Exhibition Scholarship“, ein aus den Überschüssen der Great Exhibition von 1851 in London finanziertes Stipendium. Er unterlag mit seiner Bewerbung dem Chemiker James Scott Maclaurin (1864–1939) vom Auckland University College. Als Maclaurin das mit 150 Pfund Sterling dotierte und für einen Studienaufenthalt in Großbritannien gedachte Stipendium nicht annahm, wurde es Rutherford als zweitem Bewerber zugesprochen.
Am 1. August 1895 verließ Rutherford von Wellington aus mit einem Dampfschiff Neuseeland. Bei einem Zwischenaufenthalt führte er William Henry Bragg an der University of Adelaide seinen Detektor für Hertzsche Wellen vor und erhielt von Bragg ein Empfehlungsschreiben. Im Oktober 1895 begann Rutherford seine Tätigkeit am von Sir Joseph John Thomson geleiteten Cavendish-Laboratorium der University of Cambridge. Zunächst beschäftigte er sich mit der Verbesserung der Empfindlichkeit seines Detektors, mit dem er bald Radiowellen in einer Entfernung von etwa einer halben Meile nachweisen konnte. Thomson, der Rutherfords experimentelles Talent schnell erkannte, lud Rutherford zu Beginn des Oster-Semesters 1896 ein, ihn bei seinen Untersuchungen der elektrischen Leitfähigkeit von Gasen zu unterstützen. Sie benutzten die wenige Monate zuvor entdeckten Röntgenstrahlen, um die Leitfähigkeit in den Gasen auszulösen. Rutherford entwickelte die experimentellen Techniken, um die Rekombinationsrate und die Geschwindigkeiten der unter der Einwirkung der Röntgenstrahlen entstehenden Ionen zu messen. In der Folgezeit setzte Rutherford diese Experimente unter Verwendung von Ultraviolettstrahlung fort.
Nach zwei Jahren in Cambridge erhielt Rutherford 1897 den „B. A. Research Degree“. Durch Thomsons Fürsprache wurde ihm 1898 das auf 250 Pfund pro Jahr dotierte Coutts-Trotter-Fellowship des Trinity College zugesprochen, das es Rutherford ermöglichte, ein weiteres Jahr in Cambridge zu verbringen.

### Professor in Montreal, Manchester und Cambridge

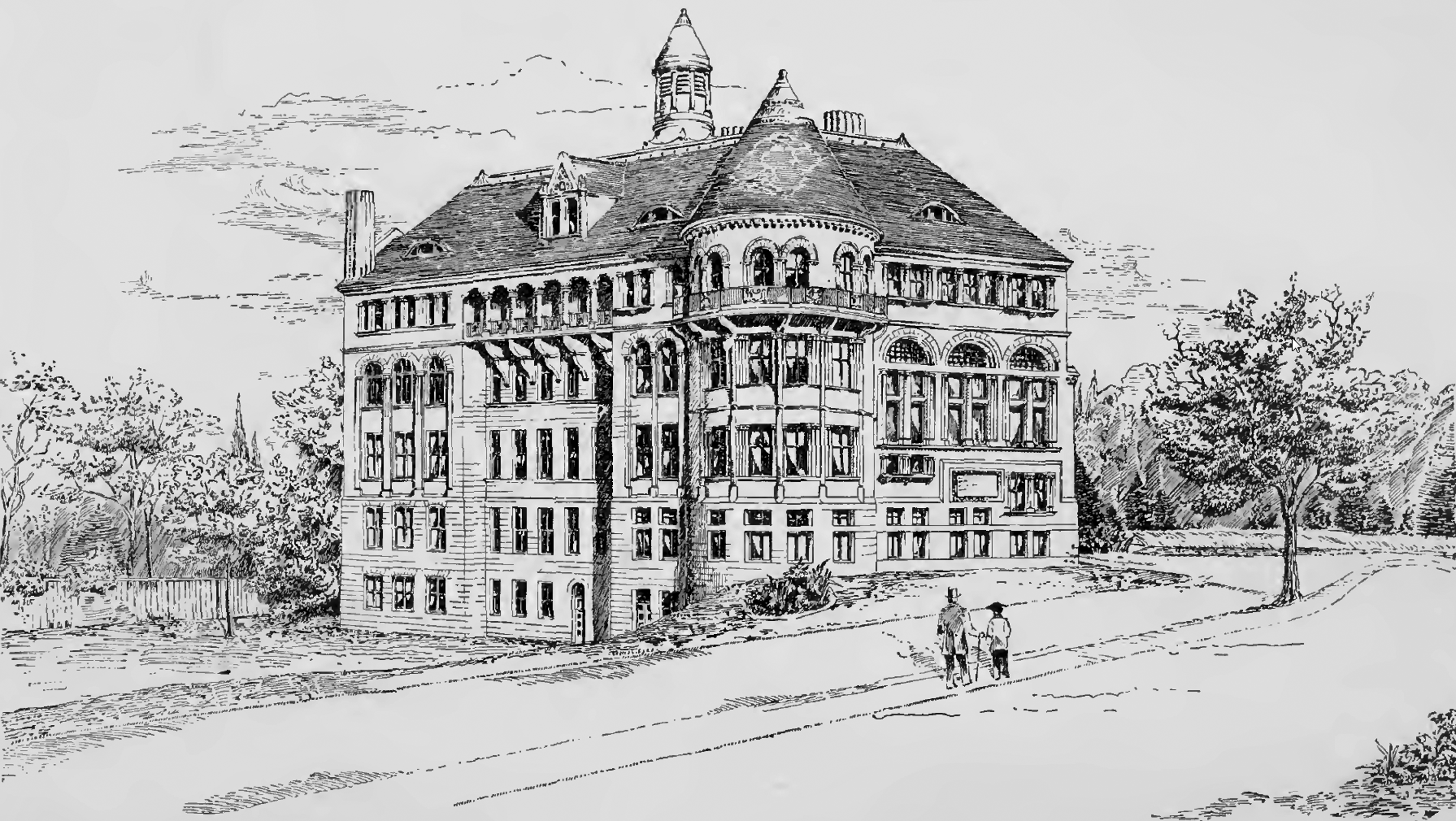
Das neu errichtete Physikgebäude der McGill-Universität zählte zu den modernsten Forschungseinrichtungen seiner Zeit.

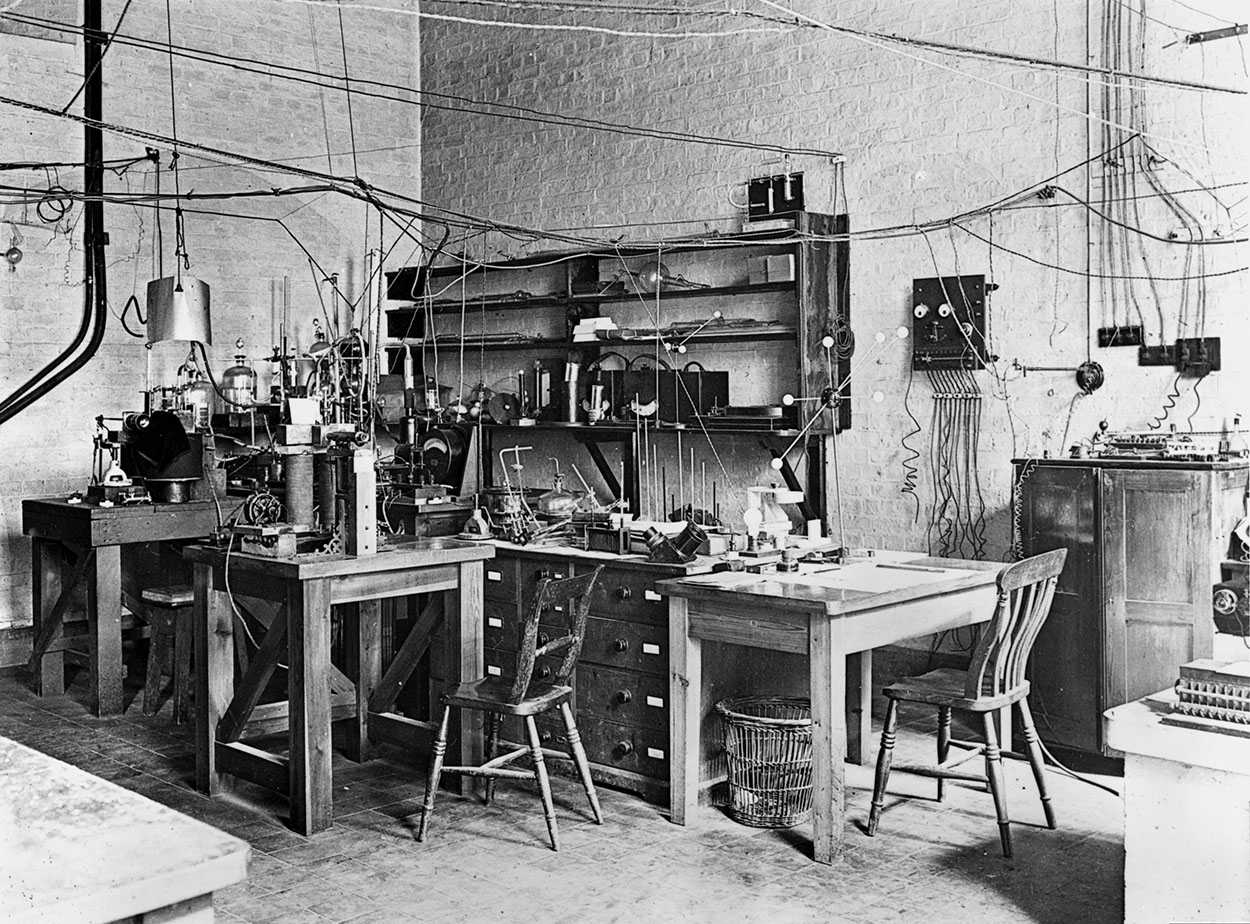
Ernest Rutherfords Labor im Cavendish-Laboratorium, 1926

1898 erhielt Rutherford einen Ruf an die McGill-Universität in Montreal, wo er bis 1907 arbeitete. Danach begann er an der Universität Manchester in England zu lehren, wo er unter anderem mit späteren Nobelpreisträgern wie Niels Bohr und Patrick Blackett arbeitete.
Im Ersten Weltkrieg reiste Rutherford 1917 zusammen mit Henri Abraham und Charles Fabry in die USA, um die Frage der U-Boot-Abwehr zu diskutieren.
1919 ging Rutherford als Professor nach Cambridge, wo er Direktor des Cavendish-Laboratoriums war. 1921 erschien seine Schrift Nuclear Constitution of Atoms (deutsch: Über die Kernstruktur der Atome). Von 1925 bis 1930 war er Präsident der Royal Society.
1933 unterstützte Rutherford William Henry Beveridge bei der Gründung des Academic Assistance Council (AAC, heute Council for Assisting Refugee Academics), dessen erster Präsident er wurde.
1934 gelang ihm mit Mark Oliphant und Paul Harteck die Entdeckung des Tritiums und die erste gezielte Durchführung einer Kernfusionsreaktion.
Rutherfords Asche wurde in der Westminster Abbey in London nahe dem Grab von Isaac Newton beigesetzt.
Rutherford hatte auf junge Experimentalphysiker in England und darüber hinaus zu seiner Zeit einen sehr großen Einfluss. Selbst ein Scherz aus seinem Mund konnte nach P. M. S. Blackett bei ihnen zu einem Dogma werden wie sein Ausspruch Alle Wissenschaft ist entweder Physik oder Briefmarkensammeln (All Science is either Physics or Stamp Collecting), womit auf den Unterschied beschreibender Naturwissenschaften und der die Beobachtungen erklärenden Analyse – für Rutherford letztlich die Physik – angespielt wurde.

## Auszeichnungen und Würdigung

Ernest Rutherford auf dem neuseeländischen 100-Dollar-Schein

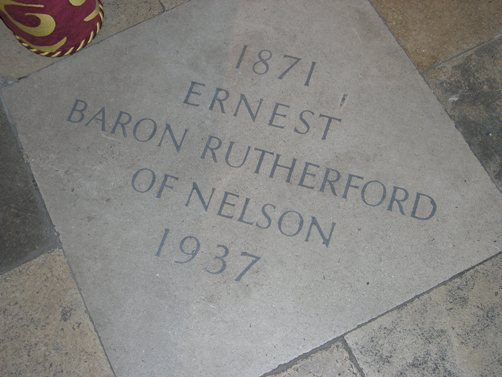
Lord Rutherfords Grab in der Westminster Abbey

Rutherford zählt zu den weltweit am meisten geehrten Wissenschaftlern. Die britische Krone adelte ihn 1914 als Knight Bachelor, nahm ihn 1925 in den Order of Merit auf und erhob ihn 1931 als Baron Rutherford of Nelson, of Cambridge in the County of Cambridge, zum erblichen Peer.
Ein 1906 neu entdecktes und von Willy Marckwald beschriebenes Uranylcarbonat-Mineral erhielt ihm zu Ehren den Namen Rutherfordin. Neben dem ihm 1908 verliehenen Nobelpreis für Chemie wurden Rutherford zahlreiche wissenschaftliche und akademische Preise und Ehrungen zuteil. Die Royal Society verlieh ihm 1904 die Rumford-Medaille und ehrte Rutherford 1922 mit ihrer höchsten Auszeichnung, der Copley-Medaille in Gold. Die Accademia delle Scienze di Torino würdigte ihn 1908 mit der Vergabe des Bressa-Preises (Premio Bressa). Die Columbia University verlieh Rutherford die alle fünf Jahre vergebene Barnard-Medaille für das Jahr 1910.
1906 wurde er in die Akademie der Wissenschaften zu Göttingen gewählt, 1911 in die National Academy of Sciences und 1915 in die American Academy of Arts and Sciences. Er erhielt 1924 die Franklin-Medaille des Franklin Institutes in Philadelphia, 1928 die Albert Medal der Royal Society of Arts und 1930 die Faraday-Medaille der Institution of Electrical Engineers. 1921 wurde er zum Ehrenmitglied (Honorary Fellow) der Royal Society of Edinburgh gewählt. 1922 wurde er korrespondierendes und 1925 Ehrenmitglied der Akademie der Wissenschaften der UdSSR. Die Académie royale des Sciences, des Lettres et des Beaux-Arts de Belgique nahm ihn 1928 als assoziiertes Mitglied auf. 1932 wurde ihm die Ehrenmitgliedschaft der Deutschen Akademie der Naturforscher Leopoldina verliehen.
Die kanadische Regierung ehrte Rutherford am 29. Mai 1939 für sein Wirken und dabei besonders für die grundlegenden Entdeckungen in Bezug auf die Radioaktivität dadurch, dass sie ihn zu einer „Person von nationaler historischer Bedeutung“ erklärte.
Der Rat der Physical Society of London begründete 1939 die Rutherford Memorial Lecture (Rutherford-Gedenkvorlesung), aus der 1965 der Preis Rutherford Medal and Prize hervorging.
Mitte 1946 schlugen Edward Condon und Leon Francis Curtiss (1895–1983) vom US-amerikanischen National Bureau of Standards vor, eine neue physikalische Einheit Rutherford mit dem Einheitenzeichen rd zur Messung von Aktivität einzuführen, was sich jedoch nicht durchsetzte.
Am 3. November 1992 brachte die Bank of New Zealand einen 100-Dollar-Schein mit dem Bildnis Rutherfords in Umlauf. Zu seinen Ehren wurde 1997 das Element 104 endgültig als Rutherfordium benannt.
Bei der 2005 ausgestrahlten Sendereihe New Zealand’s Top 100 History Makers wurde Rutherford zum einflussreichsten Neuseeländer der Geschichte gewählt. In seinem Geburtsort entstand eine Gedenkstätte und seine ehemalige Grundschule in Foxhill pflegt mit der „Rutherford Memorial Hall“ sein Andenken.
1973 wurde ein Marskrater und 1976 ein Mondkrater nach ihm benannt. Seit 2008 trägt der Rutherford Ridge in der Antarktis seinen Namen, ein Asteroid trägt seit 2021 seinen Namen: (5311) Rutherford.

## Schriften (Auswahl)

### Bücher
Englische Originalausgaben
- Radio-Activity. 1. Auflage, At the University Press, Cambridge 1904 (online); 2. Auflage, 1905 (online).
- Radioactive Transformations. Archibald Constable & Co., London 1906 (online).
- Radioactive Substances and Their Radiations. At the University Press, Cambridge 1913 (online).
- Radiations From Radioactive Substances. University Press, Cambridge 1930 (mit James Chadwick und Charles Drummond Ellis).
- Artificial Transmutation of the Elements. Being the Thirty-fifth Robert Boyle Lecture. (= Robert Boyle Lecture, Band 35), H. Milford, Oxford University Press 1933
- The Newer Alchemy. University Press, Cambridge 1937.

Deutsche Übersetzungen
- Die Radioaktivität. Unter Mitwirkung des Verfassers ergänzte autorisierte Ausgabe von Emil Aschkinass, Julius Springer, Berlin 1907 (online).
- Radioaktive Umwandlungen. Übersetzt von Max Levin, Friedrich Vieweg und Sohn, Braunschweig 1907 (online).
- Radioaktive Substanzen und ihre Strahlungen. Übersetzt von Erich Marx, Akademische Verlagsgesellschaft, Leipzig 1913.
- Über die Kernstruktur der Atome. Baker-Vorlesung. Autorisierte Übersetzung von Else Norst, Hirzel, Leipzig 1921.

### Zeitschriftenbeiträge
- Uranium Radiation and the Electrical Conduction Produced by It. In: Philosophical Magazine. 5. Folge, Band 47, Nummer 284, 1899, S. 109–163 (doi:10.1080/14786449908621245).
- A Radio-active Substance emitted from Thorium Compounds. In: Philosophical Magazine. 5. Folge, Band 49, Nummer 296, 1900, S. 1–14 (doi:10.1080/14786440009463821).
- Radioactivity produced in Substances by the Action of Thorium Compounds. In: Philosophical Magazine. 5. Folge, Band 49, Nummer 297, 1900, S. 161–192 (doi:10.1080/14786440009463832).
- Comparison of the Radiations from Radioactive Substances. In: Philosophical Magazine. 6. Folge, Band 4, Nummer 19, 1902, S. 1–23 (mit Harriet T. Brooks; doi:10.1080/14786440209462814).
- The Cause and Nature of Radioactivity. – Part I. In: Philosophical Magazine. 6. Folge, Band 4, Nummer 21, 1902, S. 370–396 (mit Frederick Soddy; doi:10.1080/14786440209462856).
- The Cause and Nature of Radioactivity. – Part II. In: Philosophical Magazine. 6. Folge, Band 4, Nummer 21, 1902, S. 569–585 (mit Frederick Soddy; doi:10.1080/14786440209462881).
- The Magnetic and Electric Deviation of the Easily Absorbed Rays from Radium. In: Philosophical Magazine. 6. Folge, Band 5, Nummer 25, 1903, S. 177–187 (doi:10.1080/14786440309462912).
- A Comparative Study of the Radioactivity of Radium and Thorium. In: Philosophical Magazine. 6. Folge, Band 5, Nummer 28, 1903, S. 445–457 (mit Frederick Soddy; doi:10.1080/14786440309462943).
- Condensation of the Radioactive Emanations. In: Philosophical Magazine. 6. Folge, Band 5, Nummer 29, 1903, S. 561–576 (mit Frederick; doi:10.1080/14786440309462959).
- Bakerian Lecture. Nuclear Constitution of Atoms. In: Proceedings of the Royal Society of London / A. 97, Nummer 686, 1920, S. 374–400 (doi:10.1098/rspa.1920.0040).